# RT Arabic
RT Arabic (ранее: «Русия аль-Яум»; араб. روسيا اليوم‎ — Россия сегодня) — российский информационный телеканал, ведущий круглосуточное вещание на арабском языке. Является частью телевизионной сети RT.
В программной сетке телеканала представлены самые последние новости бизнеса, культуры, спорта, интервью с ведущими ньюсмейкерами и политиками, общественными деятелями. Помимо информационных программ в эфире выходит программа «Своими глазами», которую ведёт знаменитый египетский актёр Ашраф Сархан.
26 декабря 2012 года канал начал вещание в формате высокой чёткости (Full HD).

## Достижения
Зимой 2008—2009 во время арабо-израильского конфликта «Русия аль-Яум» был единственным российским телеканалом, чьи корреспонденты рассказывали о событиях в Газе. Корпункт «Русия аль-Яум» попал под танковый обстрел, здание было разрушено. Несмотря на это, каждые полчаса на канале выходили репортажи и прямые включения.
Весной 2009 более 40 000 человек позвонили на иракский телеканал «Ар-Рай», чтобы сказать, какой телеканал лучше всех освещал войну в Газе. Самыми объективными были признаны «Русия аль-Яум» и «Аль-Джазира».
В марте 2009 состоялся первый телемост, вышедший на «Русия аль-Яум» и на главном информационном канале Ливана «Ахбар аль-Мустакбаль».
В августе 2008 года в ходе войны в Грузии «Русия аль-Яум» вёл прямые репортажи из Тбилиси, Гори, разрушенного Цхинвала. Махмуд Канбар был единственным иностранным корреспондентом, который работал в Цхинвале в ночь обстрела города грузинской армией.
Согласно результатам исследования агентства Nielsen Company, в 2014 году в Сирии, Ливане, Кувейте, ОАЭ, Иордании, Египте и Саудовской Аравии аудитория «Русия Аль-Яум» составляла более 9 миллионов человек. По этому показателю канал был на 3 месте среди арабских каналов.
Глава Палестинской автономии Махмуд Аббас в 2011 году заявил, что на работе постоянно смотрит телеканал «Русия аль-Яум»: «Уже какое-то время мы смотрим канал „Русия аль-Яум“, и, в конце концов, он стал для нас надёжным другом».
В июне 2018 года RT Arabic вместе с RT Español вошёл в состав официальных вещателей внутренней информационной сети штаб-квартиры ООН в Нью-Йорке.

## Статистика
По данным аналитического портала Google Analytics, только за первый квартал 2009 года сайт «Русия аль-Яум» посетили более 2,5 миллионов пользователей. Посещаемость сайта за год выросла в 26 раз.
На 27 мая 2012 года количество просмотров видеозаписей на странице «Русия аль-Яум» на YouTube достигло 57 миллионов.
По данным SimilarWeb, в ноябре 2017 года сайт RT Arabic посетили более 23 млн раз, что вывело его на первое место среди арабоязычных новостных СМИ. Больше всего на сайт заходят из Египта (20 %). По этим показателям RT Arabic находится на первом месте среди арабоязычных версий иностранных каналов.
С марта по апрель 2018 года сайт RT Arabic был лидером по посещаемости в интернете среди арабоязычных новостных телеканалов. В октябре 2018 года канал RT Arabic на YouTube преодолел отметку в 1 млрд просмотров.
В Facebook по состоянию на октябрь 2018 года у канала более 14 млн подписчиков, в YouTube — 870 тысяч подписчиков и более 1 млрд просмотров.

## Санкции
25 февраля 2023 года, в связи с вторжением России на Украину, Евросоюз инициировал приостановку действия лицензий на вещание RT Arabic так как телеканал «используется для непрерывных и согласованных действий по дезинформации и военной пропаганде, легитимизирующих агрессию России и подрывающих поддержку Украины».

## Награды
- 9 апреля 2018 года стрингер RT Arabic Халед Аль-Хатыб, погибший в Сирии под обстрелом боевиков «Исламского государства», был посмертно награждён медалью «За отвагу»[14].